# فراشة الثمانية وثمانين

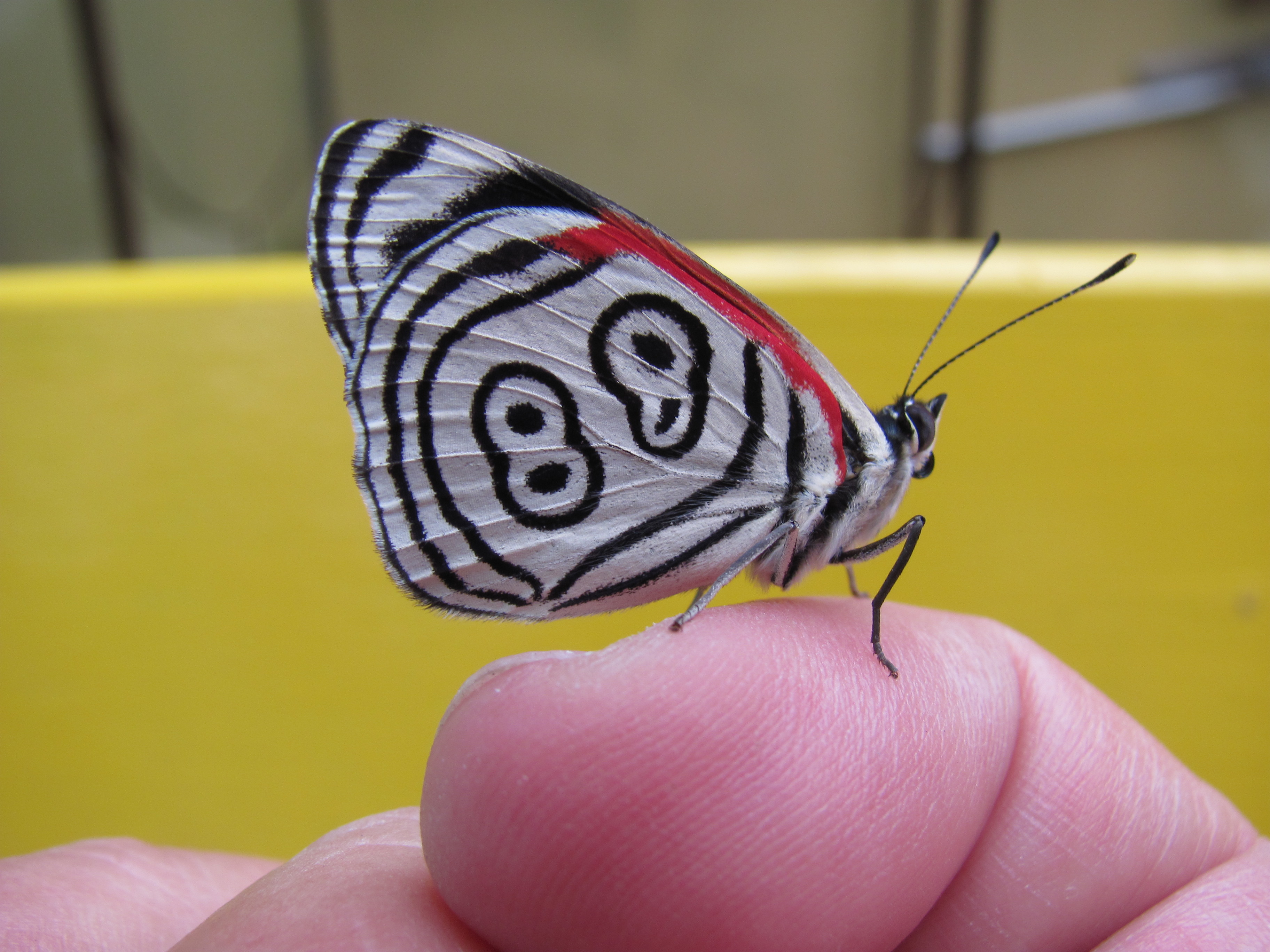
فراشة الثمانية وثمانين الجملية

فراشة الثمانية وثمانين (بالفرنسية: Papillon de quatre-vingt-huit)، هي حشرة من رتبة قشريات الجناح تعتبر من أجمل الفراشات الموجودة في الطبيعة، تعيش بكثرة في منطقة بانتال، في البرازيل.
سميت بهذا الاسم لظهور العدد 88 على أجنحتها، حيث تشكلت وتقاطعت الخطوط السوداء والبيضاء لتعطي الرقم الذي سميت باسمه.

## ألوان الفراشة
تحتوي فراشة الثمانية وثمانين على ثلاث ألوان: الأحمر، الأبيض والأسود.
يطغى اللونين الأبيض والأسود بشكل كبير على الفراشة، ويبقى الأحمر يتمركز في أعلى الجناحين فقط.

## مكان العيش والتكاثر
توجد هذه الفراشة في باراغواي والبرازيل وبيرو وبوليفيا.